# Nun (mbam-nkam jezici)
Nun jezici, podskupina mbam-nkam jezika, šira skupina narrow grassfields, koja obuhvaća (8), po novijoj klasifikaciji (9) jezika na području Kameruna u provinciji Northwest. Njima govori 574,000 ljudi, od kojih su najgovoreniji bamun i jezik medumba koji je po starijoj klasifikaciji pripadao skupini bamileke..
Jezici koji joj pripadaju su: baba [bbw] (24,500; 2005 SIL), bafanji [bfj] (17,000 (2008), bamali [bbq] (10,800; 2008), bambalang [bmo] (29,000; 2008), bamenyam [bce] (4,000; 1994 SIL), bamun ([bax] (215,000; 1982 SIL), bangolan [bgj] (13,500; 2000), mungaka [mhk] (50,100; 1982 SIL) i Medumba [byv] (210,000; 1991 UBS)

## Vanjske poveznice
- Ethnologue (14th)
- Ethnologue (15th)